# Francesco Rivola
Francesco Rivola (Milano, 1570 circa – 1655 circa) è stato un orientalista e presbitero italiano.

## Biografia
Dottore della Biblioteca Ambrosiana, nel 1624 pubblicò una grammatica della lingua armena 1633 (la prima grammatica armena pubblicata in Italia) e  un dizionario della stessa lingua (diverse edizioni: edizione definitiva, Parigi 1633). Rimasero, invece, inedite le sue Institutiones grammaticæ linguæ abissinæ. Molto legato al cardinale Federico Borromeo ne scrisse una biografia che il Manzoni cita nel cap. XIX e nel cap. XXXI de I Promessi Sposi: Vita di Federico Borromeo, Cardinale del Titolo di Santa Maria degli Angeli ed Arcivescovo di Milano, Compilata da Francesco Rivola sacerdote milanese (Milano, Dionisio Gariboldi, 1656).

## Opere
- (LA) Rivola Francesco, Grammaticæ Armenæ libri quattuor, Tipographia Collegii Ambrosiani, 1624.
- (LA) Rivola Francesco, Dictionarium armeno-latinum, Societas typographica librorum officii ecclesiastici, 1633.